# 中共中央与中央军委联络点旧址
31°14′02″N 121°28′32″E / 31.23401°N 121.47553°E
中共中央与中央军委联络点旧址，位于上海市黄浦区浙江中路112号2楼（原浙江路清河坊），是第八批上海市文物保护单位。

## 概述
1928年，中共中央在浙江路清河坊建立中共中央与中共军委的联络点，张纪恩为机关工作人员。除此秘密联络点外，另一个中共中央政治局的秘密机关位于上海云南路447号的福兴字号（现云南中路171-173号二楼）。当时周恩来常到这两个地方会见中共地方领导人，包括龙大道、张兆丰、卓兰芳等。由于中共地下党严格保密，国共内战期间，除罗亦农由于叛徒告密并带路于住处被捕牺牲，其他中央领导人和中央机关均没发生问题。
2014年，此地当选为上海市文物保护单位。